# Saint-simonisme
Pour les articles homonymes, voir Saint-Simon.
 (juin 2019).
Le saint-simonisme est un courant idéologique reposant à l'origine sur la doctrine socio-économique et politique de Claude-Henri de Rouvroy de Saint-Simon (1760-1825) dont il tire son nom.
Cette pensée, qui repose sur le concept d'une récompense universelle, par l'industrialisme notamment (la confiance dans le progrès technique, la certitude que c’est dans une industrie morale que réside la condition du bonheur, de la liberté et de l’émancipation), est publiée à travers des écrits assez épars et résumée selon Saint-Simon dans le Nouveau christianisme (ouvrage inachevé publié en 1825 à sa mort). Elle a été souvent reformulée par ses disciples après sa mort, pour exercer finalement une influence tout à fait déterminante en France au moment de la révolution industrielle, et du développement de la société industrielle dans ce pays. Les disciples ou partisans de Saint-Simon sont qualifiés de « saint-simoniens ».
Si l'on en croit les présupposés établis par Auguste Comte, il s'agirait d'en finir avec les révolutions des XVIIIe et XIXe siècles et les guerres, et de passer de l'âge théologique et féodal à l'âge positif et industriel. Pour Saint-Simon, se référant à une nouvelle théologie, il est davantage question de repasser à une aristocratie de talents et non de naissance. Il propose donc un changement de société et préconise une société fraternelle dont les membres les plus compétents (industriels, scientifiques, artistes, intellectuels, ingénieurs…) auraient pour tâche d'administrer la France le plus utilement possible, afin d'en faire un pays prospère, où régneraient la solidarité, l'esprit d'entreprise, l'intérêt général, la liberté et la paix.
Sous l'impulsion de l'un de ses principaux représentants, Barthélemy Prosper Enfantin, cette doctrine, au moment de sa première application (vers 1830), prend la forme d'une « Église »,. Discréditée par cette première expérience mystique, la pensée saint-simonienne connaît un nouveau redéploiement, autour d'une formule devenue célèbre par laquelle les saint-simoniens entendaient substituer « l'exploitation du globe par l'association » à « l'exploitation de l'homme par l'homme ». La période véritablement « créatrice » de religion saint-simonienne se limite à quelques années, de la fin de 1828 à la fin de 1832.

## Doctrine initiale de Saint-Simon
Saint-Simon est mobilisé par la recherche d'un principe universel capable de sous-tendre une philosophie conçue comme la science générale, c'est-à-dire la synthèse des sciences particulières. La gravitation universelle fera office de principe unique. Saint-Simon propose donc de remplacer l'idée abstraite de Dieu par la loi universelle de la gravitation, loi à laquelle Dieu aurait soumis l'univers. Newton l'a découverte, mais cinq « géants » en avaient précédemment posé les bases : Copernic, Kepler, Galilée, Huygens et Descartes.
Il affirme « qu'en y mettant les ménagements convenables, la philosophie de la gravitation peut remplacer successivement et sans secousse, par des idées plus claires et plus précises, tous les principes de morale utile que la théologie enseigne ». Dans la Lettre d'un habitant de Genève à ses contemporains (1803), il conçoit le projet de l'ouverture d'une souscription devant le tombeau de Newton, posant ainsi le fondement d'une sorte de « religion » de la science. Il est le produit du courant matérialiste qui s'est affirmé au XVIIIe siècle, auquel il réinjecte une dimension spiritualiste et utopiste.

### Doctrine sociale
Sur le plan social, la société proposée par Saint-Simon est fondée sur le principe de l'association entre les hommes. Les privilèges de la noblesse et de la royauté doivent être supprimés pour en finir avec la féodalité et parce que l'aristocratie vit aux dépens de la nation. Elle s'oppose à tout privilège et droit de naissance.
Une immense majorité de travailleurs de toute nature, sont exploités par une faible minorité d'oisifs. Ainsi, des « propriétaires-rentiers », des aristocrates, louent leur terre à des métayers afin d'en tirer un plus grand parti. Or chacun doit pouvoir grimper dans l'échelle sociale et arriver au premier rang en fonction de ses mérites, mais ses travaux doivent être utiles à la société. Chacun doit obtenir la considération de la société, et les bénéfices associés doivent être proportionnels à sa capacité.
Pour y parvenir, l'industrie doit prendre le pas dans la société. Les industriels sont invités à former un parti et à prendre le pouvoir. En plus de l'union souhaitée de tous les producteurs, il faudra faire concourir les savants, théologiens, artistes, légistes, rentiers les plus capables pour organiser le nouveau système social, qui devra être le plus avantageux pour l'industrie et les producteurs et utile à toute la société et pragmatique, c'est-à-dire prendre en compte l'état actuel de la société.
Il faudra également encourager l'industrie, l'agriculture, le commerce et augmenter la production, faire de grands travaux, afin d'élever le niveau de vie des Français.

### Doctrine spirituelle
Saint-Simon entend donner le pouvoir spirituel aux scientifiques, dont les industriels sont les garants. Une morale commune, fondement spirituel de la société, doit servir de guide pour que règne le bonheur entre les Hommes et régir les individus et la société, dans le but de rendre l'homme le plus heureux possible. Elle doit être fondée sur la liberté de conscience et est déduite du principe « les Hommes doivent se regarder comme frères, s'associer et s'entraider ». Cette morale doit cependant être laïque et rationnelle, car basée sur les intérêts palpables des Hommes, du bonheur et de la fraternité.
Cette morale doit avoir pour but d'instaurer une organisation de la société qui pousse l'Homme à mettre le meilleur de lui-même au service des autres. Son principe général doit être de diriger la société vers l'amélioration physique, morale et intellectuelle des Hommes et d'établir une organisation sociale qui assure du travail à tout le monde, car « l'homme le plus heureux est celui qui travaille et la famille la plus heureuse est celle dont tous les membres emploient utilement leur temps ». Une instruction rationnelle, des jouissances propres à développer l'intelligence des prolétaires.
Elle doit attirer l'attention de l'Homme sur les intérêts communs des membres de la société. La politique ne doit être que l'application de la morale et doit être motivée par le bon sens et l'amour du prochain, soit la charité. Il oppose ainsi l'esprit du christianisme, qu'il veut dominé par la loyauté, à celui de l'Inquisition motivé par l'égoïsme et la volonté de domination.

### Doctrine politique
Saint-Simon veut que les industriels, les cultivateurs et les négociants les plus capables et les plus désintéressés ne dirigent pas, mais administrent la nation le plus économiquement possible, gérant son budget comme une entreprise. Il souhaite que la société devienne un grand atelier où chaque classe a un rôle utile.
Pour lui, les industriels doivent s'associer avec leurs ouvriers. Cette association doit être fondée sur les sentiments, afin de transcender les intérêts particuliers au nom de l'intérêt général et du bien public. Les industriels doivent guider leurs égaux et associés, et leur direction fraternelle reposer sur l'affection, l'estime et la confiance.
La politique n'est que la science de la production et le peuple doit être associé à la politique, comme il l'est à la production.
Selon Pierre Musso, l'association entre les Hommes et les liens de fraternité, qu'il souhaite entre les hommes contre l'individualisme et les intérêts particuliers, répondent à une analogie avec les réseaux physiques (canaux dans sa Picardie natale), d'où le nom de philosophie des réseaux.
Saint-Simon pense donc que l'État doit garantir la paix et ne doit assurer à l'industrie que sa sécurité, et au commerce la liberté des échanges. Pour construire le nouvel édifice social, il préconise l'instauration d'un Parlement à trois niveaux :
- une chambre d'inventeurs, ingénieurs, artistes ou architectes chargés d'élaborer un projet de développement économique et social et de promouvoir les projets du parlement, les bienfaits du travail, l'amélioration du sort du peuple et les idées de progrès ;
- une chambre chargée de l'examen des projets de la chambre d'invention, composée de savants, qui doit proposer un nouveau programme d'instruction publique et des fêtes censées rappeler aux hommes leurs devoirs ;
- une chambre chargée de l'exécution des projets et composée uniquement des plus importants industriels.

Enfin, tous les Français doivent élaborer un programme de défense nationale, afin de défendre la France en cas d'attaque militaire.
Saint-Simon rêve d'un âge industriel faisant suite à l'âge féodal, et d'une fédération groupant tous les gouvernements d'Europe.

### Doctrine religieuse

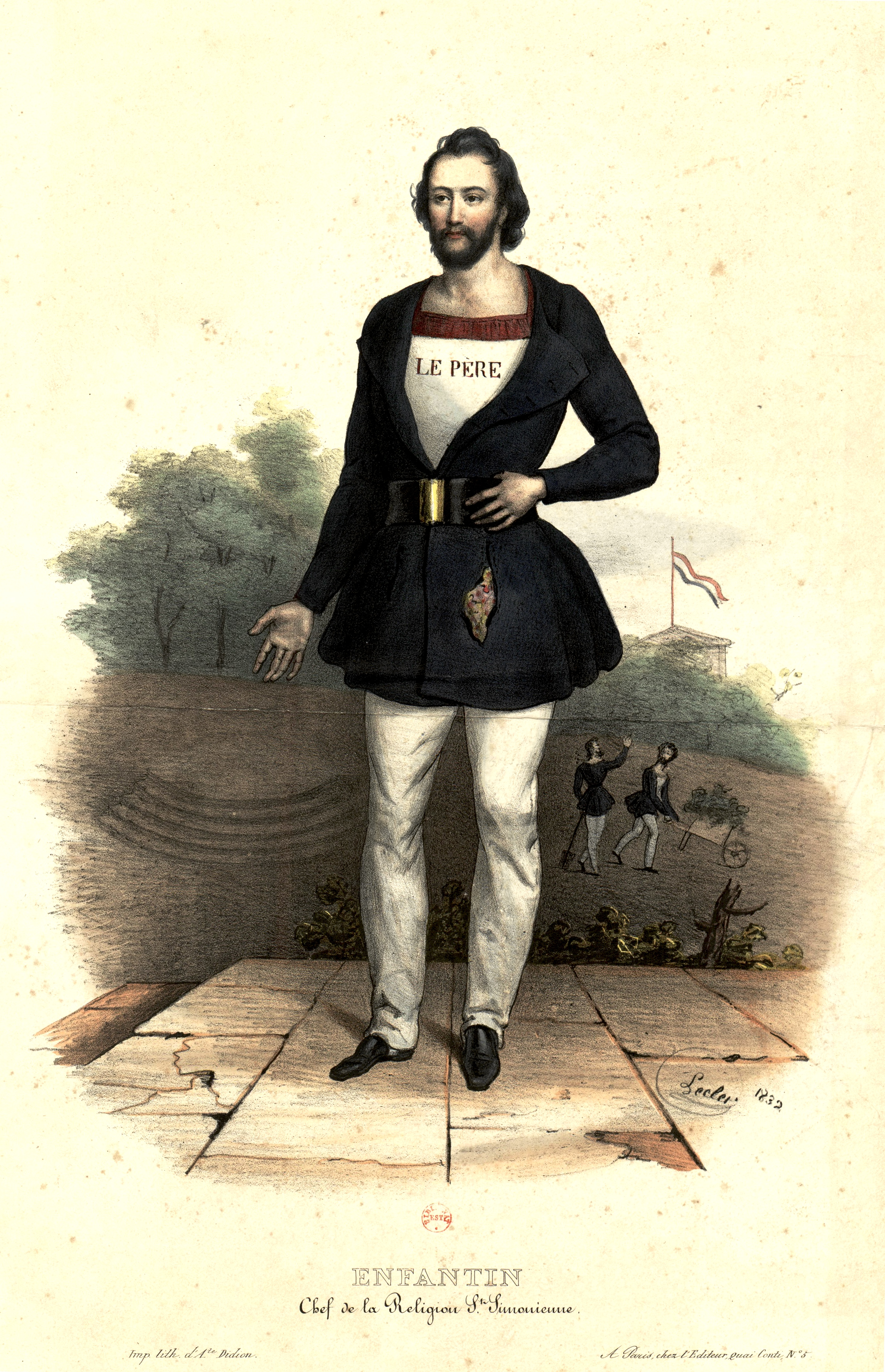
Barthélemy Prosper Enfantin, chef de la religion saint-simonienne.

À la fin de sa vie, Saint-Simon jette les bases d'une nouvelle « religion », qu'il appelle « Nouveau Christianisme », afin de lutter contre l'égoïsme et l'individualisme.
Reprenant les principes moraux du christianisme, cette nouvelle religion, considérée plutôt comme un nouveau code moral, doit être philanthropique et devenir le fondement spirituel de la société : « aimez votre prochain comme vous-même » et « les Hommes doivent se regarder comme frères ». Elle doit également enseigner à l'Homme que pour obtenir la vie éternelle, il doit travailler à l'amélioration de l'existence de son semblable et défendre l'intérêt général au détriment de l'intérêt particulier. Elle a pour but déclaré « l'amélioration du sort moral, physique et intellectuel de la classe la plus nombreuse et la plus pauvre ». Elle ne doit pas liguer les classes entre elles, mais encourager et honorer le travail. Elle proscrit le sang, la violence, l'iniquité et la ruse.
Son avènement liera les artistes, les savants et les industriels, les fera directeurs de l'espèce humaine, placera les beaux-arts, les sciences, l'industrie à la tête des connaissances sacrées. Enfin, elle annonce que le paradis sur terre est proche, car en se rendant maîtres de la Nature, les Hommes, par leur travail, satisferont leurs besoins matériels comme spirituels. Il s'ensuivra une société du bien-être, où règneront la liberté et la paix.		
Bien que reprenant les fondements de la doctrine de Saint-Simon, les disciples de Saint-Simon en rejettent plusieurs points importants : alors que Saint-Simon déclare que la société industrielle doit être fondée sur l’association des compétences et être la plus égalitaire possible, l’école saint-simonienne pense que la société doit être hiérarchisée selon les mérites de chacun. En outre elle dénonce la propriété et l’héritage comme une forme d’exploitation de l’homme par l’homme, la remplace par le collectivisme et refuse le libre-échange. De la nouvelle morale de Saint-Simon, l’école fait un dogme avec son église, ses rites et sa hiérarchie.
Ses disciples mettent en pratique l'industrialisme de Saint-Simon : 
- développement économique : industrie, banques, transports ferroviaires et maritimes, assurances, exploitation des mines ;
- engagement politique, scientifique, culturel.

Ils revendiquent l'égalité entre les hommes et les femmes, mais échouent à établir l'égalité entre les classes.

### Refoulement de la doctrine
Méconnue, la doctrine de Saint-Simon a été en prise avec son siècle. Elle reste, aujourd’hui, une matière à réflexion « moderne » (technocratie, bureaucratie, égalité des sexes, importance des réseaux à la place du conflit).
Les raisons du refoulement du saint-simonisme hors de la mémoire nationale sont multiples et s'expliquent notamment par des prises de positions radicales jugées attentatoires à la propriété et aux mœurs. Il faudra attendre Léon Blum pour que la gauche institutionnelle parle de sexualité (les socialistes libres avaient exploré ces questions dès la fin du XIXe, mais ne participaient pas ou peu aux élections). L'emprise considérable des pensée marxiste et libérales, ont condamné le saint-simonisme à un certain oubli.
Enfin, les critiques de Saint-Simon de l'Ancien Régime (« Sur la querelle des Abeilles et des Frelons », 1819), appliquées à la société française du XXIe siècle, sont toujours d'actualité.[réf. nécessaire]

## Historique

### Auguste Comte secrétaire de Saint-Simon
Le saint-simonisme commence à exercer une certaine influence du vivant de son fondateur, à partir du moment où Auguste Comte devient secrétaire particulier de Saint-Simon, en 1817, après qu'il a été congédié de l'École polytechnique. Comte aide notamment Saint-Simon dans ses travaux philosophiques.
Bien que s'opposant à Saint-Simon, qu'il quitte en 1824, Comte contribue à répandre les idées positivistes initiées par son ancien maître. Auguste Comte n'est cependant pas considéré comme un vrai saint-simonien.

### Débuts de l'école saint-simonienne: le journalLe Producteur
À sa mort (19 mai 1825), Saint-Simon est presque inconnu. Comme il l'a promis à Saint-Simon sur son lit de mort, Olinde Rodrigues propose à ses amis présents aux obsèques de fonder un journal afin de diffuser les idées pour lesquelles il s'est battu. La décision est prise le jour même des obsèques. Les statuts de la société en commandite qui fonde ce journal sont signés le 1er juin 1825. Le journal s'appelle Le Producteur, Journal philosophique de l'industrie, des sciences et des beaux-arts. Les deux fondateurs gérants sont Olinde Rodrigues et Prosper Enfantin. Jacques Laffitte, Guillaume Louis Ternaux et Léon Halévy sont actionnaires.
Le premier numéro sort le 1er octobre 1825 et porte pour épigraphe une phrase du maître : « L'âge d'or, qu'une aveugle tradition a placé jusqu'ici dans le passé, est devant nous ». Le but affiché est le suivant :
« Il s'agit de développer et de répandre les principes d'une philosophie nouvelle. Cette philosophie, basée sur une nouvelle conception de la nature humaine, reconnaît que la destination de l'espèce, sur ce globe, est d'exploiter et de modifier à son plus grand avantage la nature extérieure ».
Les premiers articles sont remarqués, notamment ceux de Prosper Enfantin et d'Auguste Comte sur les liens philosophiques entre les sciences et leur application politique. On trouve parmi le cercle des fidèles qui participent à l'entreprise de futurs théoriciens socialistes, comme Louis-Auguste Blanqui (1805-1881), Philippe-Joseph-Benjamin Buchez (1796-1865) et Saint-Amand Bazard (1791-1832).
Le journal disparaît en octobre 1826.

### Premiers saint-simoniens

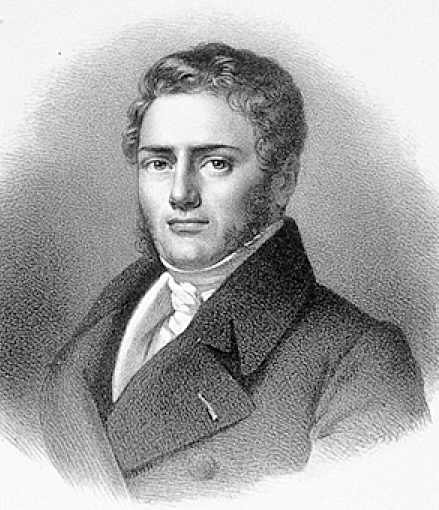
Saint-Amand Bazard, l’un des deux « Pères suprêmes » de la religion saint-simonienne.

Après l'utopie (et la mort de Saint-Simon en 1825), les anciens militants, entrés dans les affaires, dans la politique et dans la presse, entreprennent de mettre en pratique les idées de leur jeunesse. Barthélemy Prosper Enfantin, avec son ami François Barthélemy Arlès-Dufour puis avec Ferdinand de Lesseps, sont les initiateurs du creusement du canal de Suez. La première ligne de chemin de fer pour voyageurs construite en France l'est par la Compagnie du Chemin de fer de Paris à Saint-Germain, dirigée par des saint-simoniens — notamment le financier Émile Pereire et les ingénieurs Émile Clapeyron, Stéphane Mony et Gabriel Lamé.
Barthélemy Prosper Enfantin assiste à l'enterrement de Saint-Simon en 1825. C'est à ce moment qu'il reprend la doctrine de Saint-Simon. Avec Olinde Rodrigues et Saint-Amand Bazard, il fonde une communauté à Ménilmontant (no 145 rue de Ménilmontant), qui dégénère en une sorte de religiosité (1829 à 1832), dénoncée par certains contemporains comme une secte. Enfantin et Bazard se font appeler « Pères suprêmes ». Ils font paraître en 1829 et 1830 l'Exposition de la Doctrine de Saint-Simon.
Enfantin diffuse ses idées via les journaux le Producteur et le Globe. Enfantin est directeur de la compagnie de chemin de fer Paris-Lyon-Méditerranée (PLM) dès sa création, ainsi que de la Compagnie générale des eaux. Il participe activement à la colonisation de l'Algérie (voir ci-dessous). Il a une grande influence sur le courant libéral en France.
Saint-Amand Bazard développe la doctrine de Saint-Simon. Il y a un « schisme » dans le saint-simonisme : Bazard se détache d'Enfantin pour fonder notamment une branche socialiste proche du collectivisme.
Hippolyte Carnot (deuxième fils de Lazare Carnot) développe quelque temps la doctrine saint-simonienne.
Philippe Buchez, fondateur du mouvement coopératif français, du journal l’Atelier (l'un des grands ancêtres de la presse socialiste), et initiateur du mouvement social chrétien, adhère pendant quelques années au saint-simonisme. Il s'en détache, en 1829, devant la tournure sectaire que prend le saint-simonisme sous Enfantin.
Pierre Leroux se rallie au saint-simonisme, dont il se sépare en 1831, en même temps qu'Alexandre Bertrand. Le journal Le Globe, qu'ils fondent en 1824, sera pendant plusieurs années l'organe des saint-simoniens.
Michel Chevalier, conseiller de Napoléon III, se situe quant à lui dans la continuité des idéologies libérales d'Enfantin.
D'autres saint-simoniens, plus pragmatiques, sont à l'origine de grands travaux pendant la révolution industrielle :
- réflexion sur le tracé du canal de Suez (Alexis et Émile Barrault) ;
- percement du canal de Suez (Ferdinand de Lesseps) ;
- construction du palais de l'industrie à Paris (Alexis Barrault) ;
- développement des voies ferrées (étoile de Legrand) ;
- rôle grandissant des banques pour financer le développement industriel et commercial (Crédit lyonnais) ;
- création de l'École centrale de Lyon (François Barthélemy Arlès-Dufour) ;
- création de la Société d'enseignement professionnel du Rhône (François Barthélemy Arlès-Dufour) ;
- création de l'École centrale Paris dès 1829 par MM. Alphonse Lavallée, Jean-Baptiste Dumas, Eugène Péclet et Théodore Olivier.

Ils participent aussi à des traités de libre-échange.

## Influences

### Le féminisme
En portant au cœur de sa doctrine la « question femme », le saint-simonisme participe au regain de féminisme qui se produit au cours des années 1830. Héritières de Saint-Simon, Claire Bazard, Cécile Fournel et Marie Talon sont au sommet de la hiérarchie du mouvement. Beaucoup d'autres s'y engagent : Eugénie Niboyet, Suzanne Voilquin, Désirée Véret, Marie-Reine Guindorf, Élisa Lemonnier, Pauline Roland… Le soupçon d'immoralisme flotte sur le mouvement, la « femme libre » étant rapidement assimilée à la femme publique : c'est une des raisons invoquées par les autorités publiques pour intenter un procès au mouvement saint-simonien.
C'est grâce aux appuis de saint-simoniens, notamment François Barthélemy Arlès-Dufour, que Julie-Victoire Daubié, future journaliste économique, peut être la première femme à se présenter, avec succès, au baccalauréat à Lyon en 1861, et que son diplôme lui est remis signé par le ministre.

### Pendant la révolution industrielle
Les saint-simoniens se sentent investis d'une mission d’« apôtres ». Ils vont ainsi « prêcher » dans plusieurs villes de France, notamment à Lyon, en 1831, lors de la révolte des Canuts. Frédéric Ozanam, qui fut lui-même bouleversé par cette révolte, écrivit un article pour réfuter le saint-simonisme dans la Tribune (n° du 28 juillet 1833).
Les idées saint-simoniennes dans l'économie, dans leur version libérale, sont adoptées par Napoléon III, par l'intermédiaire de son proche conseiller Michel Chevalier.
Les héritiers de Saint-Simon exercent ainsi une influence déterminante à partir de la deuxième moitié du XIXe siècle, d'abord en France : économistes, sociologues, industriels, hommes politiques, scientifiques, souvent polytechniciens.

### Colonisation
Les saint-simoniens ont aussi une grande influence en dehors du territoire français à travers la colonisation en Afrique et au Moyen-Orient, avec des personnages comme Barthélemy Prosper Enfantin, puis dans les années 1880 avec le cercle Saint-Simon.
L'Orient, en particulier, attire les saint-simoniens après 1832 (condamnation en France). Du fond de sa prison, le père Enfantin établit la nécessité d'une union dont la Méditerranée sera le centre, l'Occident apportant sa technique et l'Orient ses réserves de foi. Certains saint-simoniens partent pour l'Égypte afin d'y appliquer leurs idées et d'y réaliser un projet considérable qui leur permettrait de rentrer en France auréolés par un grand succès : ils lancent les travaux du canal de Suez.
L'Algérie, où la conquête française se fait difficilement, est un autre terrain d'élection. Enfantin, qui a obtenu du gouvernement de Louis-Philippe une mission officielle, publie en 1843 un ouvrage en deux volumes sur la colonisation de l'Algérie. L'année suivante, le journal L'Algérie ne se borne pas à dénoncer les méthodes du général Bugeaud, les razzias, mais propose un programme d'équipement. Si L'Algérie cesse de paraître en 1846, la colonie reste, avec des hommes comme Carette ou Warnier, un foyer d'idées saint-simoniennes ; et c'est un saint-simonien de formation, Urbain, qui conseillera à Napoléon III la politique du Royaume arabe — une politique plus généreuse, fondée sur un partage des ressources et des responsabilités.

### Influences philosophiques
Auguste Comte, secrétaire particulier de Saint-Simon pendant plusieurs années, développe un positivisme relativement proche des idées saint-simoniennes, qui employaient déjà le terme de positivisme.
Saint-Simon séduit d'autres utopistes, comme Charles Fourier, ou intellectuels, comme Proudhon.
Sous sa forme originelle, la doctrine ne dépassa pas les frontières françaises. Elle est en revanche reprise par d'autres courants de pensée hors de France : sous la forme de la pensée de Comte, son empreinte demeure visible sur le drapeau du Brésil (« ordre et progrès »).
Les idées des Lumières se propagèrent en Rhénanie à la suite de l'annexion française dans les années 1795-1814, ce qui favorisa le développement des idées saint-simoniennes par l'intermédiaire du propagandiste Ludwig Gall dans la ville de Trèves, où naquit Karl Marx en 1818.
Karl Marx et Friedrich Engels empruntent certains concepts et certaines formules au saint-simonisme (notion de classe). C'est la raison pour laquelle, pendant la période soviétique, la statue de Saint-Simon figure aux côtés de celle de Lénine à Moscou. Le nom de Saint-Simon est également gravé sur l'obélisque des Romanov consacré aux héros du communisme.

### Autres saint-simoniens notables
- Émile Barrault, enseignant, homme politique[26].
- Alexis Barrault, frère d’Émile, ingénieur.
- Eugène Flachat, ingénieur français.
- Ignace-François Bonhommé, peintre et graveur
- Édouard Charton, journaliste, homme politique.
- Félicien David, compositeur

- Alexandre Deberny, fondeur de caractères.
- Comte Gustave d'Eichthal, écrivain, théoricien, helléniste.
- Arlès Dufour, (1797-1872) humaniste et homme d'affaires lyonnais.
- Henri Fournel, ingénieur des mines
- Henri Germain, banquier fondateur du Crédit Lyonnais.
- Ange Guépin, médecin.

- Général de Lamoricière, militaire.
- Ferdinand de Lesseps, entrepreneur.
- Frères Pereire, banquiers.
- Aimé Thomé de Gamond, père du tunnel sous la Manche.
- Joseph-Ferdinand Toussaint, homme politique belge et beau-père de l'architecte Joseph Poelaert qui épousa sa fille Léonie Toussaint.
- Ismaël Urbain, interprète.